# Horné Pršany
Horné Pršany (em húngaro:  Felsőperesény) é um município da Eslováquia localizado no distrito de Banská Bystrica, região de Banská Bystrica.

## Demografia
| Ano:        | 1994 | 2004   | 2014   | 2024   |
| ----------- | ---- | ------ | ------ | ------ |
| Broj ljudi: | 346  | 375    | 383    | 386    |
| Razlika:    |      | +8,38% | +2,13% | +0,78% |

| Ano:               | 2023 | 2024   |
| ------------------ | ---- | ------ |
| Número de pessoas: | 384  | 386    |
| Diferença:         |      | +0,52% |